# Рюмниково (озеро)
Рюмниково — озеро в Петровском сельском поселении Ростовского района на юге Ярославской области, в 24 км к югу от Ростова. Водоём входит в состав ландшафтного памятника регионального значения.

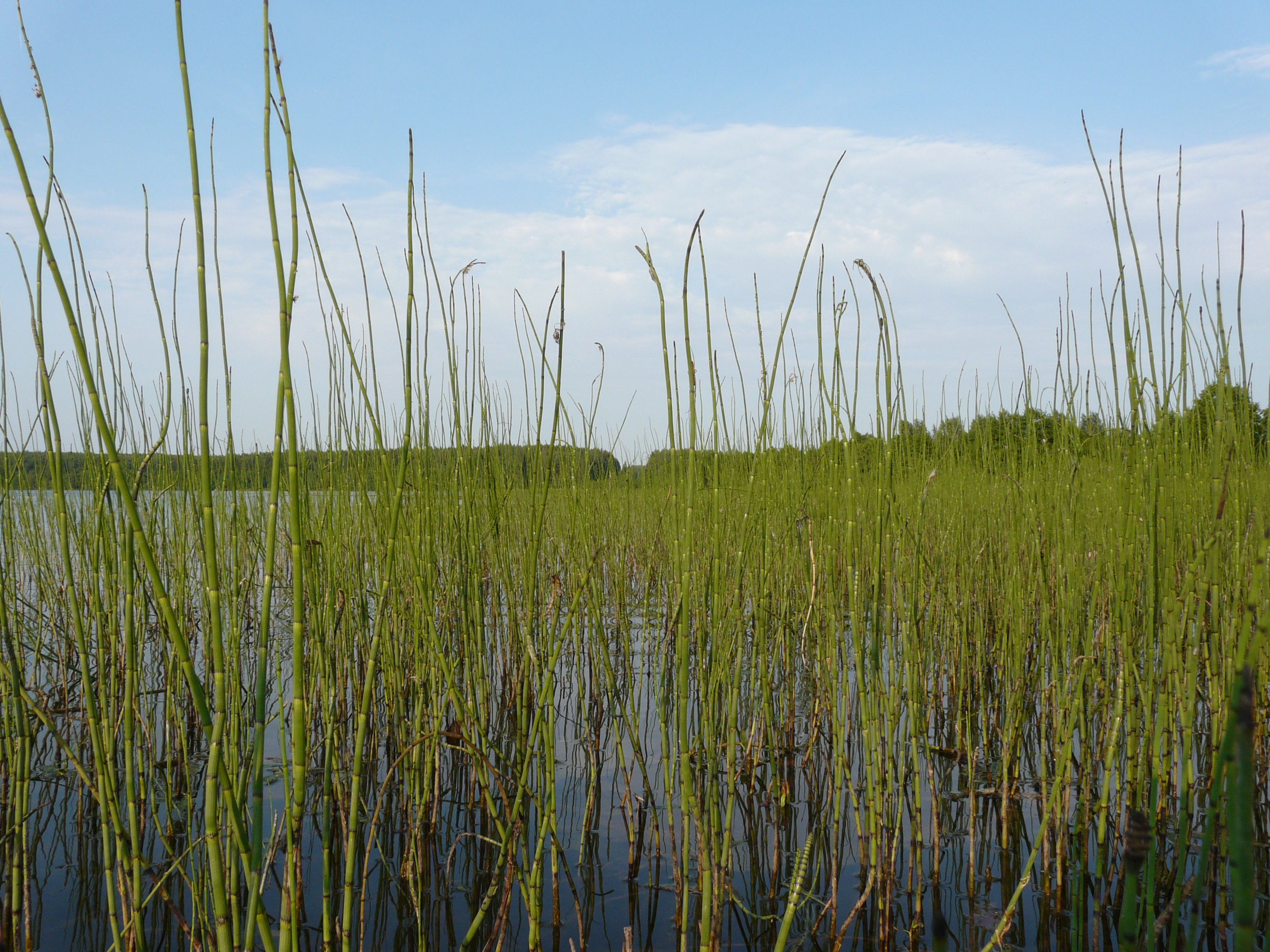
Озеро Рюмниково, прибрежная часть

Форма озера овальная, береговая линия слабо изрезана, острова отсутствуют. Небольшие заводи вдоль южного и юго-западного берегов. Длина озера 1,77 км, ширина в центральной части достигает 1,1 км. Площадь зеркала — 1,56 км². Площадь водосборного бассейна — 8,9 км². Максимальная глубина в ямах составляет 6,5 м при средней глубине 2-2,5 м. Прибрежная часть озера сильно заросла камышом и водорослями. На мелководье дно песчаное, на более глубоких участках в основном ил и сапропель. На востоке каналом соединяется с мелиоративной системой, из которой вытекает река Пухлома. На северном берегу расположена деревня Рюмниково. Западный и юго-западный берега заболочены. К восточному берегу вплотную подступает лес. На юго-восточном берегу проходит автодорога от посёлка Приозёрный. Высота над уровнем моря — 158,3 м.
В озере обитают щука, окунь, плотва, карась. Периодически осуществляется зарыбление.
Код водного объекта в Государственном водном реестре — 08010300211110000005672.